# Pseudancistrus papariae
Pseudancistrus papariae är en fiskart som beskrevs av Fowler, 1941. Pseudancistrus papariae ingår i släktet Pseudancistrus och familjen Loricariidae. Inga underarter finns listade i Catalogue of Life.